# Kyōwa-go
 (février 2024).
Le contenu est difficilement compréhensible vu les erreurs de traduction, qui sont peut-être dues à l'utilisation d'un logiciel de traduction automatique.
Le kyōwa-go (協和語, « langue commune » ou « langue de la concorde ») est un dialecte dérivé du japonais, apparu au Mandchoukouo durant les années 1930 et 1940. Il est également connu sous les termes koa-go (興亜語), Nichimango (日満語), ou Daitoa-go (大東亜語, « langue de la grande Asie orientale »).

## Description
Le terme kyōwa-go est dérivé de la devise de l'État du Mandchoukouo, « Concorde des nationalités » (民族協和, mínzú xiéhe), promu par le mouvement panasiatique. Le dialecte apparaît en raison du besoin de communiquer des fonctionnaires et soldats japonais avec la population Han et manchoue parlant principalement chinois. Les fonctionnaires du Mandchoukouo le surnomment plus tard kyowa-go (« langue de la concorde »). Les Japonais désirent cependant également implanter leur propre langue au Mandchoukouo, affirmant que la langue japonaise a une âme et qu'elle doit ainsi être parlée correctement.
Le kyōwa-go disparaît lorsque le Mandchoukouo est envahi par l'armée soviétique à la fin de la Seconde Guerre mondiale et les documentations sur ce langage sont aujourd'hui rares.
Certains historiens pensent que beaucoup des expressions en caractères chinois (aru) dans les mangas sont dérivés du kyowa-go. Il est aujourd'hui courant dans les anime d'utiliser des caractères chinois.
D'autres dialectes dérivés du japonais sont apparus au Japon au XIXe siècle et XXe siècle, comme le dialecte de Yokohama (en).

## Exemples
- 私日本人アルヨ Watashi nipponjin aru yo
  - Japonais original : 私は日本人です Watashi wa nipponjin desu : « Je suis Japonais ».
- 姑娘（グーニャン）きれいアルネ Kūnyan (gūnyan) kirei aru ne
  - Japonais original : お嬢さんはきれいですね Ojōsan wa kirei desu ne : « Votre fille est belle ».
- あなた座るの椅子ないアルヨ Anata suwaru no isu nai aru yo
  - Japonais original : あなたが座る椅子はありません Anata ga suwaru isu wa arimasen : « Il n'y a pas de chaise pour vous asseoir ».
- アイヤー（哎呀） Aiyaa !
  - Exclamation de surprise chez les Chinois.